# Vũ Xuân Dung
Vũ Xuân Dung (sinh năm 1961) là Thiếu tướng Công an nhân dân Việt Nam đã nghỉ hưu. Ông nguyên là Cục trưởng Cục Cảnh sát quản lý hành chính về trật tự xã hội, Bộ Công an Việt Nam.

## Tiểu sử
Vũ Xuân Dung sinh năm 1961, quê quán tại tỉnh Hưng Yên.
Tính đến năm 2019, ông có 40 năm công tác trong lực lượng Công an nhân dân Việt Nam.
Từ tháng 3 năm 2013 đến tháng 4 năm 2014, Vũ Xuân Dung là Đại tá, Cục trưởng Cục cảnh sát Đăng ký Quản lý Cư trú và Dữ liệu Quốc gia về Dân cư (C72), Bộ Công an Việt Nam.
Ngày 17 tháng 12 năm 2015, Thiếu tướng Vũ Xuân Dung được trao quyết định của Bộ trưởng Bộ Công an Việt Nam thôi giữ chức vụ Cục trưởng Cục Cảnh sát đăng ký, quản lý cư trú và dữ liệu quốc gia về dân cư đến nhận công tác và giữ chức vụ Cục trưởng Cục Cảnh sát quản lý hành chính về trật tự xã hội thay Thiếu tướng Tô Văn Huệ.
Ngày 02 tháng 4 năm 2019, Thiếu tướng Vũ Xuân Dung, Phó Cục trưởng Cục Cảnh sát quản lý hành chính về trật tự xã hội được trao quyết định của Bộ trưởng Bộ Công an bổ nhiệm giữ chức vụ Cục trưởng Cục Cảnh sát quản lý hành chính trật tự xã hội, Bộ Công an Việt Nam.
Ngày 02 tháng 6 năm 2020, ông nghỉ công tác chờ hưởng chế độ hưu trí.